# Together (đĩa đơn của TVXQ)
Together là đĩa đơn tiếng Nhật thứ mười lăm của Tohoshinki, được phát hành ngày 19 tháng 12 năm 2007 bởi rhythm zone. Đĩa đơn khởi đầu ở vị trí thứ 2 trên bảng xếp hạng Oricon ngày, kết thúc tại vị trí thứ 3 Oricon tuần.
Đĩa đơn là bài hát chủ đề cho "Cinnamon the Movie" (シナモン the Movie), một phim hoạt hình Nhật Bản cho trẻ em.

## Danh sách bài hát

### CD
1. Together
2. Together -Kids Chorus ver.-
3. Forever Love -Bell'n'Snow Edit-
4. Together -Less Vocal-

### DVD
1. Together (Video Clip)
2. Off Shot Movie

## Xếp hạng

### OriconSales Chart (Nhật Bản)
| Ngày Phát hành       | Bảng xếp hạng                | Thứ hạng | Số bản tiêu thụ | Chart run |
| -------------------- | ---------------------------- | -------- | --------------- | --------- |
| 19 tháng 12 năm 2007 | Oricon Daily Singles Chart   | 2        |                 |           |
| 19 tháng 12 năm 2007 | Oricon Weekly Singles Chart  | 3        | 39.595          | 4 tuần    |
| 19 tháng 12 năm 2007 | Oricon Monthly Singles Chart | 24       |                 |           |
| 19 tháng 12 năm 2007 | Oricon Yearly Singles Chart  | 181      | 39.595          |           |

### Korea Monthly Foreign Albums & Singles (Top 20)
| Phát hành            | Bảng xếp hạng          | Vị trí | Doanh số |
| -------------------- | ---------------------- | ------ | -------- |
| 26 tháng 12 năm 2007 | December Monthly Chart | 5      | 6.235    |